# باولو سيرجيو بينتو بريتو
باولو سيرجيو بينتو بريتو (بالبرتغالية: Paulo Sérgio Bento Brito‏) (19 فبراير 1968 بإستريموز في البرتغال - ) هو مدرب كرة قدم ولاعب كرة قدم برتغالي في مركز الهجوم. لعب مع إشتوريل برايا ونادي باسوش دي فيريرا ونادي بيلينينسش ونادي غرونوبل ونادي فيتوريا سيتوبال ونادي فيتوريا إي إس وسالجويروس ‏ وU.D. Vilafranquense ‏ ونادي أولهانينسي ونادي فييرينسي ونادي سانتا كلارا وC.D. Olivais e Moscavide ‏.

## وصلات خارجية
- باولو سيرجيو بينتو بريتو على موقع قاعدة بيانات كرة القدم.إي يو (الإنجليزية)